# أندرو ليفيرس
أندرو إن. ليفيرس (بالإنجليزية: Andrew N. Liveris) هو رئيس مجلس إدارة شركة داو كيميكال وكبير إدارييها التنفيذيين السابق، وكان عضوًا في مجلس إدارة شركة داو دوبونت وعضوًا في مجلس إدارة سيتي جروب إنك، يشغل حالياً منصب رئيس مجلس إدارة لوسد موتورز وعضو مجلس إدارة شركة أرامكو السعودية.